# La Barra
Pour la ville, voir La Barra (Uruguay).
Pour plus de détails, voir Fiche technique et Distribution.
La Barra (ou sous son titre initial El vuelco del cangrejo) est un film franco-colombien réalisé par Óscar Ruiz Navia, sorti en 2009.

## Fiche technique
- Titre : La Barra
- Titre original colombien : El vuelco del cangrejo
- Réalisation : Óscar Ruiz Navia
- Scénario : Óscar Ruiz Navia
- Montage : Felipe Guerrero
- Producteur : Guillaume de Seille, Diana Bustamante
- Photographie : Sofia Oggioni Hatty
- Décors : Marcela Gomez Montoya
- Société de production : Arizona Films
- Société de distribution : Arizona Films
- Format :  Technicolor  -  son  Dolby Digital
- Genre : drame
- Durée : 135 minutes
- Dates de sortie :
  - Colombie : 12 mars 2010
  - France : 29 novembre 2010 (Festival du film latin de Biarritz)

## Distribution
- Karent Hinestroza : Jazmin
- Arnobio Salazar Rivas : Cerebro
- Rodrigo Vélez : Daniel
- Jaime Andres Castano : Paisa
- Yisela Alvarez : Lucia
- Miguel Valoy : Miguel
- Israël Rivas : Israël